# 1317
| [ Edytuj tabelę ]                          |                                                                           |
| Książę Małopolski                          | - 1306 Władysław I Łokietek 1320                                          |
| Książę Wielkopolski                        | - 1312 Władysław I Łokietek 1320                                          |
| Król Albanii                               | - 1301 Filip I 1332                                                       |
| Współksiążęta Andory                       | - 1309 Ramon Trebailla 1326 - 1315 Gaston II 1343                         |
| Król Angkoru                               | - 1307 Idradżajawarman 1327                                               |
| Król Anglii                                | - 1307 Edward II 1327                                                     |
| Król Aragonii i Walencji, hrabia Barcelony | - 1291 Jakub II Sprawiedliwy 1327                                         |
| Margrabia Brandenburgii                    | - 1293 Henryk I 1318 - 1304 Waldemar 1319                                 |
| Książę Burgundii                           | - 1315 Eudes IV 1349                                                      |
| Książę Dolnej Bawarii                      | - 1309 Otto IV 1334 - 1309 Henryk XIV Bawarski 1339 - 1312 Henryk XV 1333 |
| Książę Górnej Bawarii                      | - 1294 Rudolf I 1317 - 1294 Ludwik III 1340                               |
| Cesarz Bizancjum                           | - 1282 Andronik II Paleolog 1328                                          |
| Car Bułgarii                               | - 1300 Teodor Swetosław 1322                                              |
| Cesarz Chin                                | - 1311 Renzong 1320                                                       |
| Król Cypru                                 | - 1310 Henryk II 1324                                                     |
| Król Czech                                 | - 1310 Jan Luksemburski 1346                                              |
| Król Danii                                 | - 1286 Eryk Menved 1319                                                   |
| Władca Egiptu                              | - 1310 An-Nasir Muhammad 1341                                             |
| Cesarz Etiopii                             | - 1314 Amde Tsyjon I 1344                                                 |
| Król Francji                               | - 1316 Filip V Wysoki 1322                                                |
| Król Gruzji                                | - 1314 Jerzy V Wspaniały 1346                                             |
| Hrabia Holandii                            | - 1304 Wilhelm III 1337                                                   |
| Cesarz Japonii                             | - 1308 Hanazono 1318                                                      |
| Kalif                                      | - 1302 Al-Mustakfi I 1340                                                 |
| Król Kastylii i Leónu                      | - 1312 Alfons XI 1350                                                     |
| Patriarcha Konstantynopola                 | - 1315 Jan XIII Glykys 1320                                               |
| Władca Korei                               | - 1313 Ch’ungsuk 1330                                                     |
| Wielki książę litewski                     | - 1316 Giedymin 1341                                                      |
| Cesarz Majapahitu                          | - 1309 Dżajanegara 1328                                                   |
| Sułtan Maroka                              | - 1310 Abu Said Usman II 1331                                             |
| Książę Mediolanu                           | - 1311 Matteo I Wielki 1322                                               |
| Książę Moskwy                              | - 1303 Jerzy Daniłowicz 1325                                              |
| Król Nawarry                               | - 1316 Filip II 1322                                                      |
| Król Norwegii                              | - 1299 Haakon V Długonogi 1319                                            |
| Hrabia Palatynatu                          | - 1294 Rudolf I Wittelsbach 1317 - 1317 Adolf Wittelsbach 1327            |
| Papież                                     | - 1316 Jan XXII 1334                                                      |
| Król Portugalii                            | - 1279 Dionizy I 1325                                                     |
| Książę Rusi halickiej                      | - 1308 Andrzej II 1323 - 1308 Lew II 1323                                 |
| Cesarz Rzymski (niemiecki)                 | - 1314 Ludwik IV Bawarski 1347                                            |
| Książę Saksonii                            | - 1298 Rudolf I 1356                                                      |
| Król Serbii                                | - 1282 Stefan Urosz II 1321                                               |
| Król Szkocji                               | - 1306 Robert I 1329                                                      |
| Król Szwecji                               | - 1290 Birger I Magnusson 1318                                            |
| Sułtan Turków                              | - 1299 Osman I 1324                                                       |
| Doża Wenecji                               | - 1312 Giovanni Soranzo 1328                                              |
| Król Węgier                                | - 1308 Karol Robert 1342                                                  |
| Wielki mistrz zakonu krzyżackiego          | - 1311 Karl Bessart von Trier 1324                                        |

Rok 1317 / MCCCXVII
stulecia: XIII wiek ~
XIV wiek ~
XV wiek

lata: 1307 «
1312 «
1313 «
1314 «
1315 «
1316 «
1317
» 1318
» 1319
» 1320
» 1321
» 1322
» 1327

## Wydarzenia w Polsce
- 13 stycznia - Siemowit II, książę mazowiecki nadał Mogielnicy prawa miejskie na prawach niemieckich.
- 22 maja - prawa miejskie Sławnu nadali możnowładcy pomorscy, bracia Święcowie – Jan, Piotr i Wawrzyniec. Miasto przyjęło herb Święców, którym był rybogryf, zwany herbem Pobędzie. Lokowane zostało na prawie lubeckim.
- 15 sierpnia – Władysław Łokietek nadał Lublinowi prawa miejskie oparte na prawie magdeburskim.
- Do Polski przybył pierwszy pradziad rodu Firlejów, Ostafi herbu Lewart, sprowadzony przez króla Władysława Łokietka. Był to potomek Lamfrida margrabi prowincji Wielonieńskiej i pochodził z Bawarii.

## Wydarzenia na świecie
- 9 stycznia – Filip V koronował się w Reims na króla Francji.
- 25 listopada – margrabia brandenburski Waldemar Wielki, po przegranej bitwie pod Gransee z księciem meklemburskim Henrykiem II, został zmuszony do zawarcia pokoju w Templin i zwrotu ziemi stargardzkiej.
- Koniec Wielkiego głodu w Europie.

## Urodzili się
- Markolin z Forli − włoski dominikanin, błogosławiony katolicki (zm. 1397)

## Zmarli
- 15 stycznia – Borzysław, arcybiskup gnieźnieński (ur. ?)
- 6 lutego – Brynolf Algotsson, szwedzki biskup, święty (ur. ok. 1250)
- 20 kwietnia – Agnieszka z Montepulciano, włoska zakonnica, święta katolicka (ur. 1268)
- 21 września – Wiola Elżbieta, księżniczka cieszyńska, królowa Czech i Polski jako małżonka Wacława III (ur. ok. 1291)
- 8 października – Fushimi, cesarz Japonii (ur. 1265)
- 15 grudnia – Maria bytomska, królowa Węgier (ur. przed 1295)